# Bogusławice (Kalisz)
Pour les articles homonymes, voir Bogusławice.
Bogusławice est une localité polonaise de la gmina de Mycielin, située dans le powiat de Kalisz en voïvodie de Grande-Pologne.